# Älghornsbräken
Älghornsbräken (Platycerium bifurcatum) är en epifyt som normalt växer i regnskogar, men som förekommer som krukväxt i Sverige. I vilt tillstånd kan växten utveckla blad som är mer än en meter långa.